# Nightmare Cinema
Nightmare Cinema è un gruppo musicale fittizio, comprendente, nella formazione, i componenti dei Dream Theater in ruoli diversi rispetto a quelli ordinari, ironicamente assegnatosi dai componenti stessi. Il sostantivo "Cinema" è in contrapposizione rispetto a "Theater" (Cinema-Teatro), allo stesso modo "Nightmare" è opposto a "Dream" (Incubo-Sogno). Durante alcuni concerti, solitamente al termine di essi, i Dream Theater si scambiavano gli strumenti (a parte James LaBrie, cantante, che manteneva il suo ruolo) per eseguire una cover. Essa fu principalmente Perfect Strangers dei Deep Purple, nonostante, in una singola occasione, venne suonata anche Suicide Solution di Ozzy Osbourne.
Il tutto ebbe inizio qualche anno dopo l'avvento di Derek Sherinian (tastiere) come membro dei Dream Theater, e si concluse in seguito alla sua dipartita (nonostante anche il suo sostituto, Jordan Rudess, sia un discreto chitarrista). Sherinian stesso ha intitolato "Nightmare Cinema" un brano del suo lavoro da solista "Black Utopia".
La prima performance del gruppo come "Nightmare Cinema", risale al primo novembre 1997, alla "House of Blues" di Chicago.
Parallelamente, un'ulteriore falsa, ironica band, capeggiata da Sherinian, era "Nicky Lemons and the Migraines", che si esibiva suonando una canzone intitolata "I Don't Like You", in stile punk. Vestito per l'occasione con una sorta di "boa di piume", l'ex-tastierista era descritto da Mike Portnoy come un incrocio tra Elton John e David Lee Roth.

## Formazione
Suonando nelle vesti di "Nightmare Cinema", i componenti cambiavano nome e strumento.
- Abdul Matahari – voce
- Nicky Lemons – chitarra
- Max Del Fuvio – basso
- Juice Malouse – tastiera
- Johnny James – batteria